# Roeksweer
Roeksweer is een buurtje in de gemeente Midden-Groningen in de provincie Groningen. Het ligt direct ten oosten van het Eemskanaal, iets ten zuiden van Blokum. Het buurtje bestaat uit een twee boerderijen, die zijn gebouwd op kleine wierden aan de zuidkant van de Kleisloot. Een van deze boerderijen draagt de naam Roeksweer.
Johan Rengers van Ten Post verkocht in 1471 drie hofsteden te Rokesweer en Blokum, alsmede sijn hues op Rokesweer (mogelijk een steenhuis) aan het klooster van de Broeders van het Gemene Leven te Groningen. De kerkboeken van Woltersum spreken rond 1650 over Rooxweer. 
De naam Roeksweer is mogelijk afgeleid van de voornaam *Rucho of Rochus, de uitgang -weer verwijst in dit verband naar een 'waterkering' of naar 'bezit, land, boerderij'.
Oorspronkelijk hoorde Roeksweer tot het kerspel Harkstede, waarmee het via de Hamweg in verbinding stond. Vlak bij Roeksweer heeft nog een brug over het kanaal gelegen, in de weg van Lageland naar Ten Boer, maar die verdween uiteindelijk ook in 1950 bij de verbreding van het kanaal. 
In ruil voor het verdwijnen van de brug, welke lag ter hoogte van Woltersum, is destijds een verbindingsweg langs het Eemskanaal aangelegd (Eemskanaal Noordzijde). Provincie, gemeente en waterschap bakkeleien sindsdien over wie verantwoordelijk is voor het onderhoud van deze steeds verzakkende weg.
Dorpen: Borgercompagnie · Foxhol · Froombosch · Harkstede · Hellum · Hoogezand · Kiel-Windeweer · Kolham · Kropswolde · Luddeweer · Meeden · Muntendam · Noordbroek · Overschild · Sappemeer · Scharmer · Schildwolde · Siddeburen · Slochteren · Steendam · Tripscompagnie · Tjuchem · Waterhuizen · Westerbroek · Woudbloem · Zuidbroek

Buurtschappen: Achterdiep · Akkereinden · Ayngehorn · Beneden Veensloot · Blokum · Bokhörn · Borgweg · Boven Veensloot (deels) · Bovenhuizen · Bovenstreek · Buitenhuizen · Denemarken · Drukkebuurt · Duurkenakker · Eelshuis · Foxham · Foxholsterbosch · Gaarland · Gaarveen · De Hammen · Den Ham · Hamweg · Heerenlaan · Heidenschap · De Hole · Huisweeren · Jagerswijk · Kalkwijk · Kiel · Klein Harkstede (deels) · Kleinemeer · 't Klooster · Korengarst · Kostverloren · Lageland · Langewijk · Leentjer · Lula · Medumertol · Nieuwe Compagnie · Noordbroeksterhamrik · Noordbroeksterveen · Oosterweeren · Oostwold · Oude Verlaat · De Paauwen · Roeksweer · Ruiten · Schaaphok · Schildland ·  Siddebuursterveen · Spitsbergen · Stootshorn · Tusschenloegen · Tussenklappen · Uiterburen · Uitham · Veendijk · Het Veen · 't Veen · Veenhuizen · Vossenburg · Weereweg · Westeind · Wilderhof · Windeweer · Winkelhoek · Wolfsbarge · De Zanden · Zandwerf · Zuiderveen 

Wijk: Gorecht · Gouden Driehoek · Martenshoek · Meerwijck · Ruitershorn · Rengerspark · Sappemeer-Noord · De Vosholen · Woldwijck · Zuiderpark

Groningen: Steden en dorpen      Nederland: Provincies · Gemeenten